# Lawrence Terry
Lawrence Terry, född 12 april 1946 i Concord, Massachusetts, är en amerikansk roddare.
Han tog OS-silver i åtta med styrman i samband med de olympiska roddtävlingarna 1972 i München.